# Léon Despontin
Léon Despontin (né le 6 juillet 1888 à Marche-les-Dames et mort le 7 aout 1972 à Mozet) est un coureur cycliste belge, professionnel entre 1914 et 1928. Comme beaucoup d'autres coureurs de son époque, la première Guerre mondiale a mis un frein à sa carrière. Il compte trois bonnes participation au Tour de France, terminant septième en 1921, 1922 et 1923.

## Palmarès
- 1913
  - 2e du championnat de Belgique indépendants
  - 3e de Bruxelles-Liège
  - 3e de Bruxelles-Luxembourg
- 1914
  - 3e du Tour de Belgique
  - 4e de Liège-Bastogne-Liège
- 1921
  - 7e de Liège-Bastogne-Liège
  - 7e du Tour de France
- 1922
  - 3e du Circuit de Champagne
  - 7e du Tour de France
- 1923
  - 5e de Liège-Bastogne-Liège
  - 7e du Tour de France

## Résultats sur les grands tours

### Tour de France
6 participations
- 1921 : 7e
- 1922 : 7e
- 1923 : 7e
- 1924 : abandon (4e étape)
- 1925 : 16e
- 1927 : 28e